# Lycoriella chentejensis
Lycoriella chentejensis är en tvåvingeart som beskrevs av Menzel 1992. Lycoriella chentejensis ingår i släktet Lycoriella och familjen sorgmyggor.
Artens utbredningsområde är Mongoliet. Inga underarter finns listade i Catalogue of Life.